# 结晶水
结晶水是以中性水分子形式参加到晶体结构中去的一定量的水，在晶格中占有一定的位置，所含水分子数量与矿物的其他成分之间常呈简单比例。
不同的含水化合物有特定的脱水温度，绝大部分伴有显著的吸热效应；土壤中土粒所含的结晶水，不能直接参加土壤中进行的物理作用，也不能被植物直接吸收。
某些晶体在从溶液当中结晶出來時，會结合並連帶一定的数目的水分子。這樣的水是和其他化合物以分子的型態结合在一起的水，因此不具有水的特性，這類的晶體有水合氧化鐵、氯化亞鈷、硫酸銅等。

## 結晶水列表
| 化學式      | 配合物内界           | 非配位結晶水數目 | 特點                    |
| ----------- | -------------------- | ---------------- | ----------------------- |
| VCl3(H2O)6  | trans-[VCl2(H2O)4]+  | 二               |                         |
| VBr3(H2O)6  | trans-[VBr2(H2O)4]+  | 二               | 溴化物和氯化物通常類似  |
| VI3(H2O)6   | [V(H2O)6]3+          | 沒有             | 碘离子难以与水竞争      |
| CrCl3(H2O)6 | trans-[CrCl2(H2O)4]+ | 二               | 深绿色的异构体          |
| CrCl3(H2O)6 | [CrCl(H2O)5]2+       | 一               | 青色的异构体            |
| CrCl2(H2O)4 | trans-[CrCl2(H2O)4]  | 沒有             | 一个分子                |
| CrCl3(H2O)6 | [Cr(H2O)6]3+         | 沒有             | 紫色异构体              |
| MnCl2(H2O)6 | trans-[MnCl2(H2O)4]  | 二               |                         |
| MnCl2(H2O)4 | cis-[MnCl2(H2O)4]    | 沒有             | 顺式 一个分子           |
| MnBr2(H2O)4 | cis-[MnBr2(H2O)4]    | 沒有             | 顺式 一个分子           |
| MnCl2(H2O)2 | trans-[MnCl4(H2O)2]  | 沒有             | 聚合物 有桥接氯         |
| MnBr2(H2O)2 | trans-[MnBr4(H2O)2]  | 沒有             | 聚合物 有桥接溴         |
| FeCl2(H2O)6 | trans-[FeCl2(H2O)4]  | 二               |                         |
| FeCl2(H2O)4 | trans-[FeCl2(H2O)4]  | 沒有             | 一个分子                |
| FeBr2(H2O)4 | trans-[FeBr2(H2O)4]  | 沒有             | 一个分子                |
| FeCl2(H2O)2 | trans-[FeCl4(H2O)2]  | 沒有             | 聚合物 有桥接氯         |
| CoCl2(H2O)6 | trans-[CoCl2(H2O)4]  | 二               |                         |
| CoBr2(H2O)6 | trans-[CoBr2(H2O)4]  | 二               |                         |
| CoBr2(H2O)4 | trans-[CoBr2(H2O)4]  | 沒有             | 一个分子                |
| CoCl2(H2O)4 | cis-[CoCl2(H2O)4]    | 沒有             | 顺式 一个分子           |
| CoCl2(H2O)2 | trans-[CoCl4(H2O)2]  | 沒有             | 聚合物 有桥接氯         |
| CoBr2(H2O)2 | trans-[CoBr4(H2O)2]  | 沒有             | 聚合物 有桥接溴         |
| NiCl2(H2O)6 | trans-[NiCl2(H2O)4]  | 二               |                         |
| NiCl2(H2O)4 | cis-[NiCl2(H2O)4]    | 沒有             | 顺式 一个分子           |
| NiBr2(H2O)6 | trans-[NiBr2(H2O)4]  | 二               |                         |
| NiCl2(H2O)2 | trans-[NiCl4(H2O)2]  | 沒有             | 聚合物 有桥接氯         |
| CuCl2(H2O)2 | [CuCl4(H2O)2]2       | 沒有             | 四面体型构造 Cu-Cl 很长 |
| CuBr2(H2O)4 | [CuBr4(H2O)2]n       | 二               | 四面体型构造 Cu-Br 很长 |